# Haag an der Amper
Haag an der Amper je obec v německé spolkové zemi Bavorsko, v zemském okrese Freising ve vládním obvodu Horní Bavorsko.
Žije zde přibližně 3 000 obyvatel.

## Poloha obce
Sousední obce jsou: Langenbach, Moosburg an der Isar, Wang a Zolling